# Staatsstraße 2312
Die Staatsstraße 2312 (Abkürzung: St 2312) ist eine 41 km lange Staatsstraße in den Landkreisen Aschaffenburg und Main-Spessart in Unterfranken, die von Aschaffenburg nach Marktheidenfeld führt. Sie bildet seit 2007 auf gesamter Länge den zurückgestuften, durch den Spessart verlaufenden Teil der Bundesstraße 8.

## Verlauf

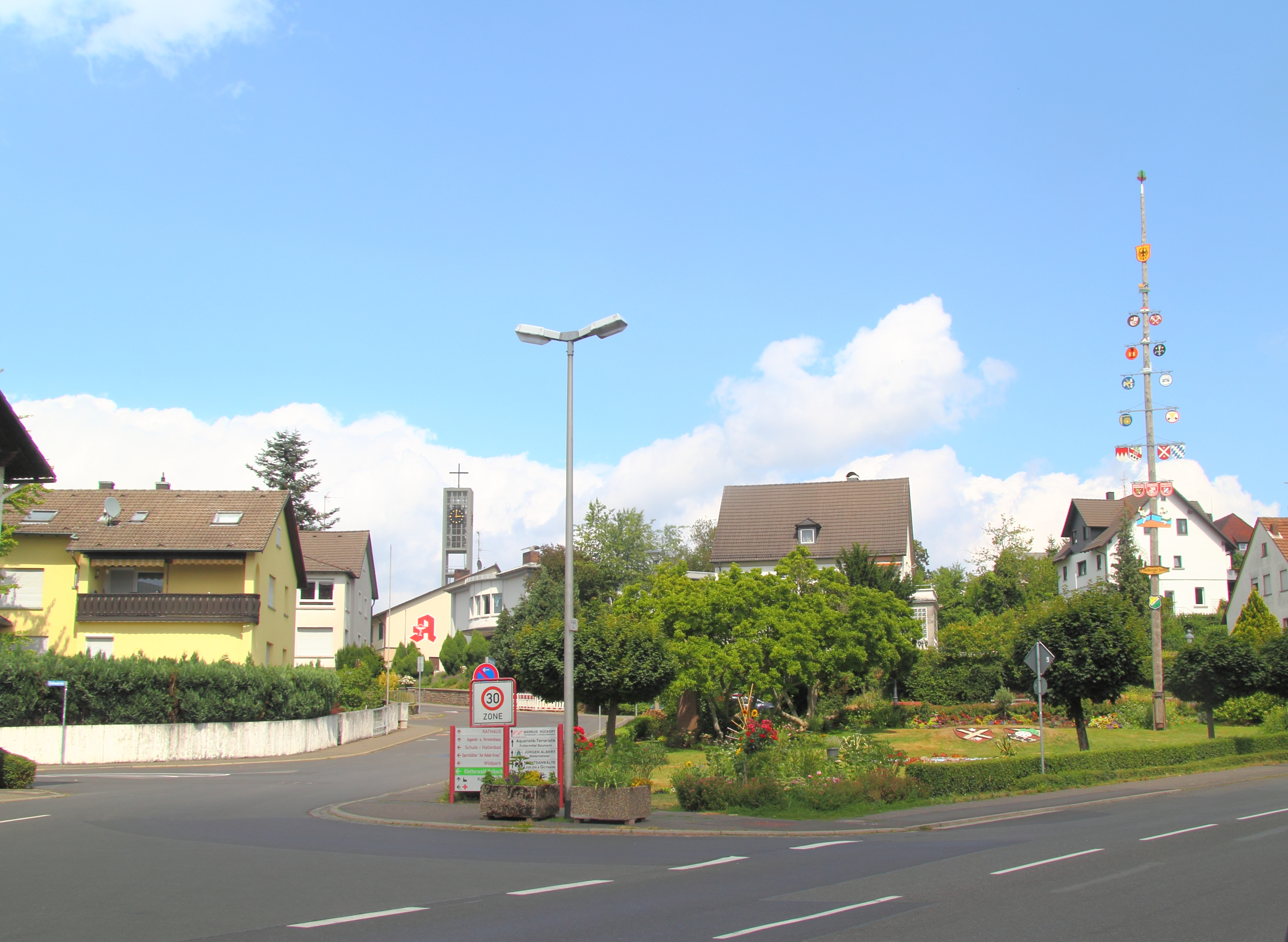
Ortsdurchfahrt Haibach

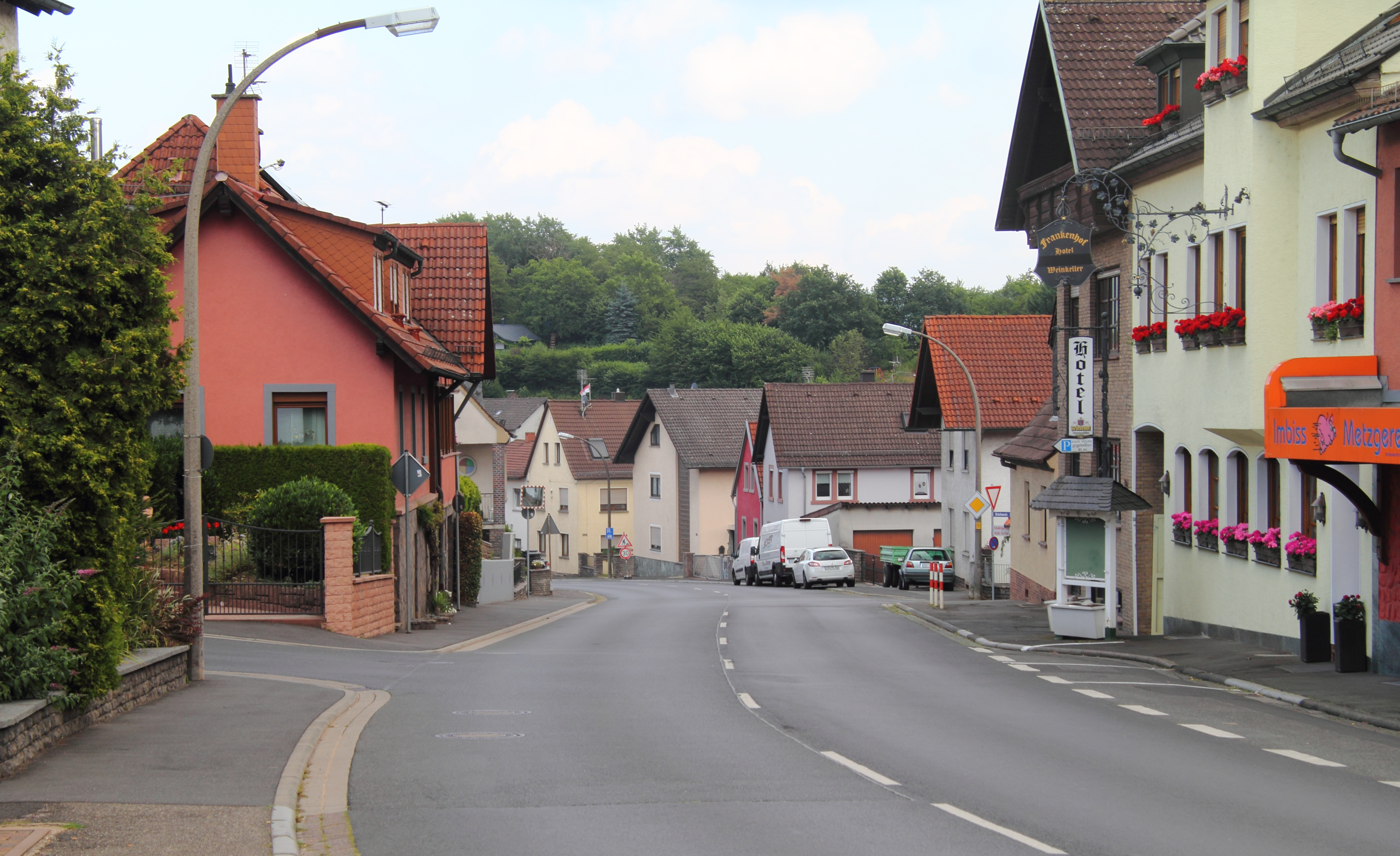
Ortsdurchfahrt Grünmorsbach

Sie beginnt in Aschaffenburg an der B 8 / B 26, verläuft dann weiter über Platanenallee, Hofgartenstraße und Würzburger Straße nach Haibach. Von dort ab tangiert die St 2312 die Dörfer Grünmorsbach, Straßbessenbach, Oberbessenbach und Hessenthal. Dort kreuzt sie die St 2308 und überquert dabei die obere Elsava.
Der weitere Verlauf der Staatsstraße 2312 führt durch den Hochspessart über den Echterspfahl nach Rohrbrunn. Es befindet sich an der Raststätte Spessart die Anschlussstelle 64 Rohrbrunn zur Bundesautobahn 3. In Rohrbrunn werden der St 2312 die Staatsstraßen 2316 und 2317 zugeführt.
Die St 2312 kreuzt anschließend die A 3, wobei die Neubautrasse auf der 2016–17 errichteten Monobogen-Brücke gequert wird, und passiert kurz darauf etwas südlich den Gipfel des Geiersberges (586 m), des höchsten Berges im Spessart. Dann geht es vorbei am Torhaus Aurora, das in der Mitte eines 2,4 km langen schnurgeraden Straßenabschnitts liegt. Oberhalb von Straßlücke (Bischbrunn) verlässt die Straße schließlich den geschlossenen Wald und bietet Fernsicht nach Osten. Immer abwärts geht es durch Esselbach nach Marktheidenfeld, wo die Straße in der Nähe des Ortes Glasofen am neuen Verlauf der B 8 endet.
Nach der Sanierung der Mainbrücke in Marktheidenfeld ist die Abstufung der B 8 und damit die Verlängerung der St 2312 von der AS Marktheidenfeld bis zur B 27 Höchberg geplant. Das Teilstück B 468 bis zur B 27 Höchberg ist bereits abgestuft worden.

## Geschichte
Der Straßenabschnitt von Aschaffenburg bis Marktheidenfeld war einst ein Teilstück einer historischen Hauptstraße. Diese von Frankfurt nach Würzburg führende Straße wurde bereits im Jahr 839 als „heristrata“ (Heerstraße) erwähnt. Später war es die Poststraße von Brüssel nach Prag. Sie wurde um 1770 nach französischem Vorbild als Chaussee geschottert und im 20. Jahrhundert als asphaltierte Bundesstraße 8 ausgebaut.
Der Grund für die im Jahre 2007 erfolgte Zurückstufung der Bundesstraße 8 zur Staatsstraße 2312 ist unter anderem die weitestgehende Parallelführung der B 8 mit der A 3.